# Abdelfettah Boukhriss
Abdelfettah Boukhriss (ur. 22 października 1986 w Rabacie) – marokański piłkarz grający na pozycji środkowego obrońcy.

## Kariera klubowa
Karierę piłkarską Boukhriss rozpoczął w klubie FUS Rabat. W 2004 roku awansował do kadry pierwszego zespołu i wtedy też zadebiutował w jego barwach w pierwszej lidze marokańskiej. W sezonach 2006/2007 i 2008/2009 grał w nim w drugiej lidze i wywalczył wówczas jej mistrzostwo. W sezonie 2009/2010 zdobył z FUS Puchar Konfederacji oraz Puchar Maroka.
W 2011 roku Boukhriss przeszedł do Standardu Liège. W sezonie 2010/2011 nie rozegrał żadnego meczu w Eerste klasse. Swój debiut w lidze belgijskiej zanotował 30 lipca 2011 w zremisowanym 1:1 wyjazdowym meczu z RAEC Mons. Oprócz debiutu nie rozegrał żadnego meczu w pierwszej lidze Belgii.
W 2012 roku Boukhriss wrócił do FUS Rabat. Następnie grał w takich klubach jak: Raja Casablanca, Al-Wasl Dubaj, ponownie FUS Rabat, IR Tanger, Olympique Safi i Olympique Khouribga.

## Kariera reprezentacyjna
W reprezentacji Maroka Boukhriss zadebiutował w 2011 roku. W 2012 roku został powołany do kadry na Puchar Narodów Afryki 2012.